# Drosophila nainitalensis
Drosophila nainitalensis este o specie de muște din genul Drosophila, familia Drosophilidae, descrisă de Singh și Bhatt în anul 1988. Conform Catalogue of Life specia Drosophila nainitalensis nu are subspecii cunoscute.